# Liste der Minister für Bergbau und Energie Brasiliens
Die Liste der Minister für Bergbau und Energie Brasiliens verzeichnet sämtliche Minister des brasilianischen Ministeriums für Bergbau und Energie (portugiesisch Ministério de Minas e Energia). Die Amtsbezeichnung lautet Ministro de Minas e Energia.
Das Ministerium wurde 1960 gegründet, der erste Minister, João Agripino, trat sein Amt am 2. Februar 1961 an. Amtierender Minister (Stand: Mai 2016) ist Fernando Bezerra Coelho Filho. Das Ministerium hat seinen Sitz an der Eixo Monumental der Hauptstadt Brasília.
| #  | Name                                        | Beginn        | Ende          | Bild | Anmerkung                            | Regierung von                                         |
| -- | ------------------------------------------- | ------------- | ------------- | ---- | ------------------------------------ | ----------------------------------------------------- |
| 01 | João Agripino                               | 2. Feb. 1961  | 28. Aug. 1961 |      |                                      | Jânio Quadros (erster Präsident der Vierten Republik) |
| 02 | Gabriel Passos                              | 11. Sep. 1961 | 18. Juni 1962 |      |                                      | João Goulart                                          |
| 03 | João Mangabeira                             | 27. Juli 1962 | 18. Sep. 1962 |      |                                      | João Goulart                                          |
| 04 | Eliezer Batista                             | 27. Juli 1962 | 20. Okt. 1962 |      |                                      | João Goulart                                          |
| 05 | Antônio Ferreira de Oliveira Brito          | 18. Juni 1963 | 4. Apr. 1964  |      |                                      | João Goulart                                          |
| 06 | Artur da Costa e Silva                      | 4. Apr. 1964  | 17. Apr. 1964 |      |                                      | Ranieri Mazzilli (Militärdiktatur, Fünfte Republik)   |
| 07 | Mauro Thibau                                | 17. Apr. 1964 | 15. März 1967 |      |                                      | Humberto Castelo Branco                               |
| 08 | José Costa Cavalcanti                       | 15. März 1967 | 27. Jan. 1969 |      |                                      | Artur da Costa e Silva                                |
| 09 | Antônio Dias Leite Júnior                   | 27. Jan. 1967 | 31. Aug. 1969 |      |                                      | Artur da Costa e Silva                                |
| 09 | Antônio Dias Leite Júnior                   | 31. Aug. 1969 | 30. Okt. 1969 |      | Junta Governativa Provisória de 1969 |                                                       |
| 09 | Antônio Dias Leite Júnior                   | 30. Okt. 1969 | 15. März 1974 |      | Emílio Garrastazu Médici             |                                                       |
| 10 | Shigeaki Ueki                               | 15. März 1974 | 15. März 1979 |      |                                      | Ernesto Geisel                                        |
| 11 | César Cals                                  | 15. März 1979 | 15. März 1985 |      |                                      | João Figueiredo                                       |
| 12 | Aureliano Chaves                            | 15. März 1985 | 22. Dez. 1988 |      |                                      | José Sarney (erster Präsident der Sechsten Republik)  |
| –  | Iris Rezende                                | 22. Dez. 1988 | 17. Jan. 1989 |      | interimistisch                       | José Sarney (erster Präsident der Sechsten Republik)  |
| 13 | Vicente Fialho                              | 17. Jan. 1989 | 15. März 1990 |      | dann Lücke                           | José Sarney (erster Präsident der Sechsten Republik)  |
| 14 | Marcus Vinícius Pratini de Moraes           | 13. Apr. 1992 | 8. Okt. 1992  |      |                                      | Fernando Collor de Mello                              |
| 15 | Paulino Cícero de Vasconcellos              | 8. Okt. 1992  | 28. Dez. 1993 |      |                                      | Itamar Franco                                         |
| 16 | Alexis Stepanenko                           | 8. März 1994  | 21. Sep. 1994 |      |                                      | Itamar Franco                                         |
| –  | Delcídio do Amaral                          | 21. Sep. 1994 | 1. Jan. 1995  |      | interimistisch                       | Itamar Franco                                         |
| 17 | Raimundo Mendes de Brito                    | 1. Jan. 1995  | 1. Jan. 1999  |      |                                      | Fernando Henrique Cardoso                             |
| 18 | Rodolpho Tourinho Neto                      | 1. Jan. 1999  | 23. Feb. 2001 |      |                                      | Fernando Henrique Cardoso                             |
| –  | Hélio Vitor Ramos Filho                     | 23. Feb. 2001 | 13. März 2001 |      | interimistisch                       | Fernando Henrique Cardoso                             |
| 19 | José Jorge de Vasconcelos Lima              | 13. März 2001 | 8. März 2002  |      |                                      | Fernando Henrique Cardoso                             |
| –  | Pedro Parente                               | 8. März 2002  | 3. Apr. 2002  |      | interimistisch                       | Fernando Henrique Cardoso                             |
| 20 | Francisco Luiz Sibut Gomide                 | 3. Apr. 2002  | 1. Jan. 2003  |      |                                      | Fernando Henrique Cardoso                             |
| 21 | Dilma Rousseff, Ministra de Minas e Energia | 1. Jan. 2003  | 21. Juni 2005 |      |                                      | Luiz Inácio Lula da Silva                             |
| –  | Mauricio Tolmasquim                         | 21. Juni 2005 | 8. Juli 2005  |      | interimistisch                       | Luiz Inácio Lula da Silva                             |
| 22 | Silas Rondeau                               | 8. Juli 2005  | 24. Mai 2007  |      |                                      | Luiz Inácio Lula da Silva                             |
| –  | Nelson José Hubner Moreira                  | 24. Mai 2007  | 21. Jan. 2008 |      | interimistisch                       | Luiz Inácio Lula da Silva                             |
| 23 | Edison Lobão                                | 21. Jan. 2008 | 31. März 2010 |      |                                      | Luiz Inácio Lula da Silva                             |
| 24 | Márcio Zimmermann                           | 31. März 2010 | 31. Dez. 2010 |      |                                      | Luiz Inácio Lula da Silva                             |
| 25 | Edison Lobão                                | 1. Jan. 2011  | 1. Jan. 2015  |      |                                      | Dilma Rousseff                                        |
| 26 | Eduardo Braga                               | 1. Jan. 2015  | 21. Apr. 2016 |      |                                      | Dilma Rousseff                                        |
| 27 | Marco Antônio Martins Almeida               | 21. Apr. 2016 | 12. Mai 2016  |      |                                      | Dilma Rousseff                                        |
| 28 | Fernando Bezerra Coelho Filho               | 12. Mai 2016  | 10. Apr. 2018 |      |                                      | Michel Temer                                          |
| 29 | Moreira Franco                              | 10. Apr. 2018 | 31. Dez. 2018 |      |                                      | Michel Temer                                          |
| 29 | Bento Albuquerque                           | 1. Jan. 2019  | —             |      |                                      | Jair Bolsonaro                                        |